# 대한민국 상법 제13조
대한민국 상법 제13조는 지배인의 등기에 대한 상법총칙의 조문이다.

## 조문
제13조 (지배인의 등기) 상인은 지배인의 선임과 그 대리권의 소멸에 관하여 그 지배인을 둔 본점 또는 지점소재지에서 등기하여야 한다. 전조제1항에 규정한 사항과 그 변경도 같다.

第13條 (支配人의 登記) 商人은 支配人의 選任과 그 代理權의 消滅에 關하여 그 支配人을 둔 本店 또는 支店所在地에서 登記하여야 한다. 前條第1項에 規定한 事項과 그 變更도 같다.

## 사례
상주에 본점을 두고 있는 상인 갑이 을을 인천지점의 지배인으로 선임하는 경우, 그 지배인을 둔 본점 또는 지점소재지에서 등기하여야 하므로 인천에서 선임등기를 하면 된다.

## 판례
또 상법 제395조와 상업등기와의 관계를 헤아려 보면, 본조는 상업등기와는 다른 차원에서 회사의 표현책임을 인정한 규정이라고 해야 옳으리니 이 책임을 물음에 상업등기가 있는 여부는 고려의 대상에 넣어서는 아니된다고 하겠다. 따라서 원판결이 피고회사의 상호변경등기로 말미암아 피고의 상호변경에 대하여 원고의 악의를 간주한 판단은 당원이 인정치 않는 법리위에 선 것이라 하겠다.

## 같이 보기
- 지배인
- 대한민국 상법 제37조

## 참고 문헌
- 이기수, 최병규, 상법총칙․상행위법, 제7판, 박영사, 2010. ISBN 9788964545041